# 松平忠栄 (尼崎藩主)
松平 忠栄（まつだいら ただなが/ただなか）は、江戸時代後期の大名。摂津国尼崎藩の第6代藩主。桜井松平家15代当主。

## 生涯

### 生い立ち
文化元年（1804年）12月13日、尼崎藩3代藩主松平忠告の八男として、尼崎において誕生。母は側室の澤田寿女（すめ）。忠告には22人の子があったが、忠栄はその末子であった。
文化2年（1805年）12月10日、忠告は江戸で没した。文化9年（1812年）3月20日、忠栄は江戸に移っている。
文政12年（1829年）8月27日、忠栄の甥にあたる5代藩主・忠誨（27歳）が在国中に死去。忠誨には跡継ぎがおらず、忠誨の弟の忠顕は心の病を患っていたとされる。このため叔父の忠栄（26歳）が家督を継ぐこととなり、10月2日に相続が認められた。

### 尼崎藩主

#### 藩政改革
忠栄は藩政にも積極的に関わり、厳しい財政難を乗り切るための藩政改革に取り組んだ。天保5年（1834年）、西本願寺や各藩の財政再建で名を馳せていた大坂の商人大根屋小右衛門（石田敬起・知白斎）を登用して財政再建を試み、また弘化2年（1845年）には伊丹の酒造家である小西新右衛門と笹屋勘左衛門を通して借財整理を図っている。また、天保10年（1839年）には鶏卵を専売している。藩士の減給や領民への御用金賦課も厳しいものではあったが、領民の意見を聴取する目安箱を尼崎城西大手門に設置し、近習を「市郷見廻り」に任じて領民の申し出を受け付けるようにするなど、不満が噴出しないよう巧みなかじ取りを行った。
安政6年（1859年）時点で藩の借銀は8,290貫に達し、これは歳入の2.8倍に及ぶものであるという。

#### 国内外情勢への対応
天保8年（1837年）に大塩平八郎の乱が起こると、土井利位に従って鎮圧に貢献した。天保13年（1842年）には大砲7門を鋳造している。
嘉永6年（1853年）のペリー来航に際し、幕府から意見を求められた際には、鎖国を堅持するよう提言している。翌年にロシア船が大坂に現れると、大坂の警備を務めた。

### 隠居
文久元年（1861年）8月6日、病気を理由として58歳で隠居。家督を六男・忠興に譲った（忠栄には7人の男子があったが、上の5人は夭折した）。あわただしい隠居の背景には、厳しい藩政改革に対する藩士・領民の疲弊があったとされ、隠居に追い込まれたとの見方もある。隠居後も一定の影響力を藩政に及ぼした。
明治2年（1869年）9月7日、尼崎で死去した。享年66。

## 人物
学問を好んだ人物であった。徂徠学派の中谷雲漢を招聘して聴講しており、著書として『胎厥編』（いけつへん）、『喫茶問答』がある。

## 系譜
- 父：松平忠告（1742-1806）
- 母：澤田寿女（瓊珠院）[1]
- 養父：松平忠誨
- 正室：小笠原忠固長女
- 継室：洵子 - 松平宗発娘
  - 六男[6]：松平忠興（1848-1895）[注釈 3]
- 生母不明の子女
  - 女子：万里小路通房後室

生母の生家である澤田家は、摂津国西成郡大道村（現在の大阪市東淀川区）の郷士で、広大な土地を所有し、代々左平太を襲名した家である。大坂の陣の際に徳川家康の道案内をしたという由緒から士分の格式となり、大名家とも通交していた。